# Masacre del Pasaje Marchena

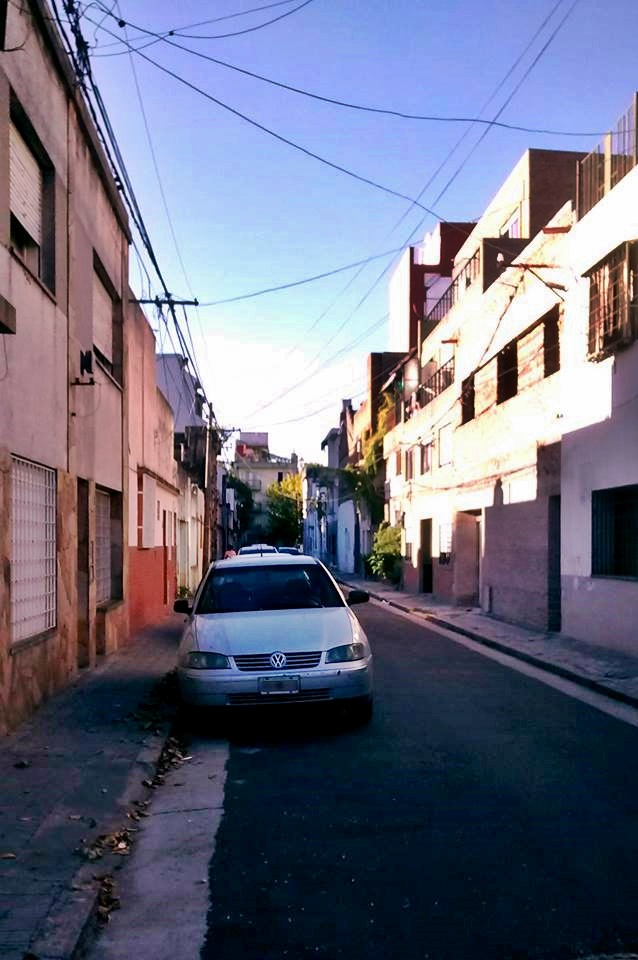
Pasaje Marchena al 500, abril de 2017

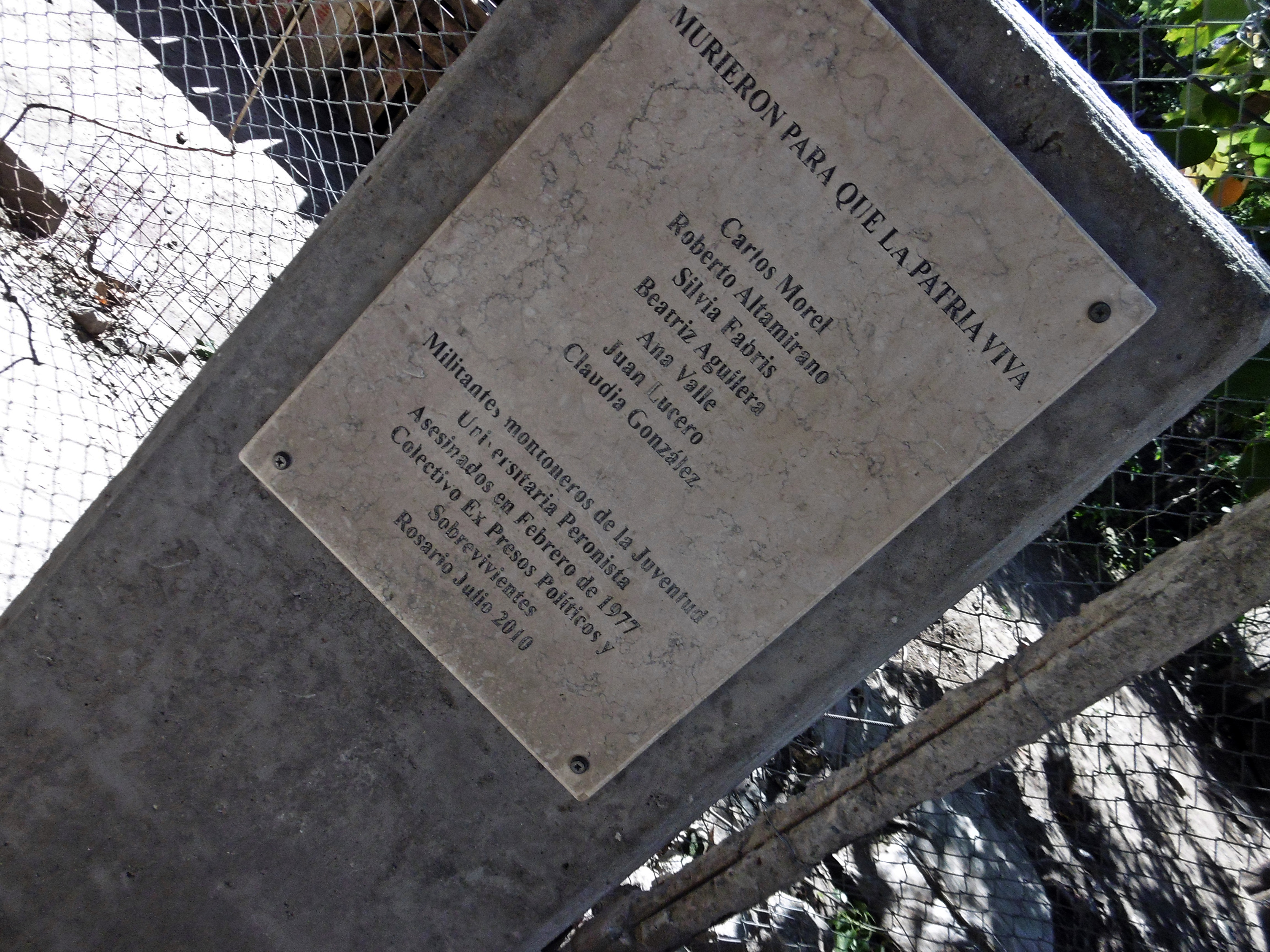
Placa recordatoria en San Lorenzo y Vera Mujica

La Masacre del Pasaje Marchena se produjo el 17 de febrero de 1977 cuando seis estudiantes de la Universidad Nacional de Rosario, militantes de Montoneros fueron sacados del Servicio de Informaciones de la Jefatura de Policía de Rosario y asesinados frente a la casa ubicada en pasaje Marchena 525 de la ciudad argentina de Rosario

## Contexto
Las víctimas Beatriz Aguilera, Ana María Valle, Silvia Fabris, Roberto Altamirano, Juan Carlos Morel y un desconocido habían estado detenidas en el centro clandestino de detención del Servicio de Informaciones Policía de Santa Fe, desde donde los trasladaron en un camión que paró en el lugar. Esa noche llovìa y un vecino oyó que los bajaron de un camión y les gritaron que el que llegaba a la esquina se salvaba, pero antes fueron  ametrallados. Varios agujeros de balas se pudieron ver hasta hace poco tiempo en el frente de la propiedad. Al día siguiente en los diarios se publicó que en el lugar había habido un enfrentamiento.
El Pasaje Marchena,  tiene dos cuadras de extensión desde  Urquiza al 3200 hasta la calle Santa Fe,  al fondo, Patio de la Madera.
Un hecho muy similar a este lo constituye la Masacre de Ayolas y Cafferata, ocurrida un mes antes o los fusilamientos perpetrados contra los militantes montoneros en Los Surgentes e Ibarlucea.

## Víctimas

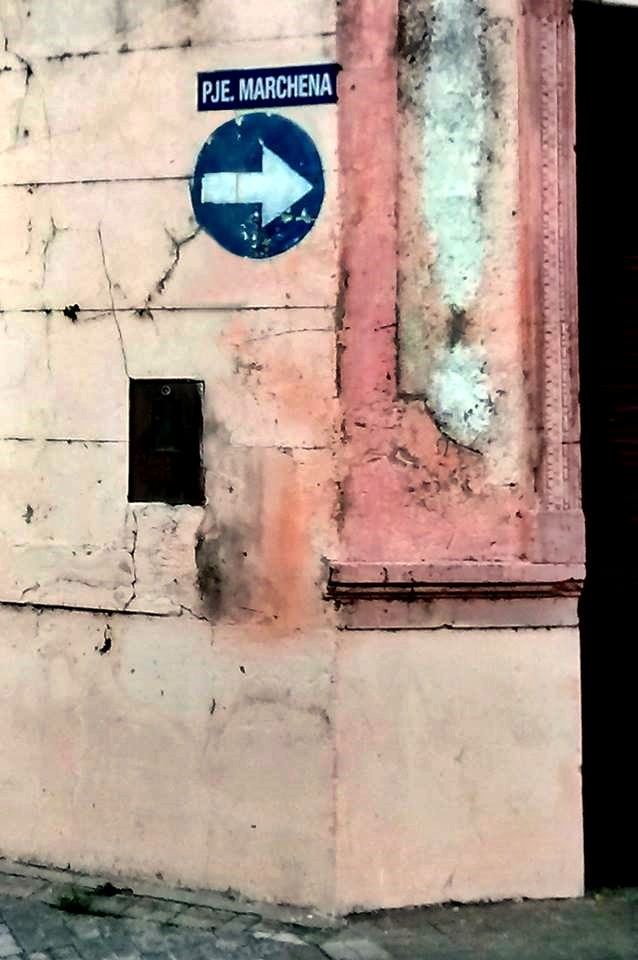
Pasaje Marchena, abril de 2017

Todos eran estudiantes de la Universidad Nacional de Rosario y militantes de la Juventud Universitaria Peronista (JUP) y Montoneros.
- Carlos Alberto Morel, (28 de enero de 1957, Rafaela, - asesinado 17 de febrero de 1977, Rosario),[4]  estudiaba Medicina. Secuestrado en Rosario, el 13 de febrero de 1977, trasladado al Pozo para ser asesinado cuatro días después.[5] Una vez identificado por sus padres el cadáver es trasladado a Rafaela, donde se reunieron para su velatorio sus familiares y numerosos amigos y allegados, pero este fue impedido por la policía.[6]

- Beatriz Aguilera (8 de octubre de 1956, Rufino, asesinada 17 de febrero de 1977, Rosario)[7] estudiante de Medicina, fue secuestrada el 15 de febrero de 1977 y fusilada dos días más tarde en el Pasaje Marchena.[8] Era novia de Juan Carlos Valle (1953,  Rufino, secuestrado desaparecido, 5 de julio de 1977, Mar del Plata).  Militante de Juventud Universitaria Peronista (JUP) y Montoneros. Estudiante de Odontología. Secuestrado desaparecido cuando estaba cumpliendo con el servicio militar obligatorio en el Grupo de Artillería de Defensa Aérea Mixto 602 de Mar del Plata, siendo su jefe militar el Teniente Coronel Juan Carlos Tejada.[9]

- Ana María Valle (6 de agosto de 1954, Rufino, asesinada 17 de febrero de 1977, Rosario),[10] era hermana de Juan Carlos Valle, el novio de Beatriz Aguilera. Estudiante en la Psicología.[11] Ana Valle y Betty Aguilera vivían juntas.[7]

- Silvia Mónica Fabris, nació en Rafaela. Estudiaba Fonoaudiología y fue secuestrada el 12 de febrero de 1977,[12] y asesinada días más tarde en el Pasaje Marchena.[13]

- Roberto Altamirano (San Justo, 13 de febrero de 1955, asesinado 17 de febrero de 1977, Rosario).[14] Estudiante de Medicina había sido secuestrado el día de su cumpleaños y fue asesinado cuatro días después.[15]

### Víctimas relacionadas
Claudia Nora González Palacci ("Sara") (12 de julio de 1955, secuestrada desaparecida, 12 de febrero de 1977, Rosario) y a Rodolfo Juan Lucero (6 de octubre de 1959, secuestrado desaparecido 12 de febrero de 1977, Rosario) eran también estudiantes de Medicina y fueron asesinados en la casa de Altamirano, en el barrio La Florida, desde donde sacaron con vida a Altamirano y su esposa, pero mataron a Lucero y González.
Rodolfo Juan Lucero  vivió en el barrio de San Cristóbal (Santa Fe). Fue asesinado el 12 de febrero de 1977 en Rosario. Era pareja de González Palacci cuando fuerzas conjuntas con armas pesadas rodearon la vivienda de Álvarez Thomas quedando la casa prácticamente demolida. Claudia tenía 21 años y su bebé no llegó a nacer. Estaba embarazada de cinco meses cuando la mataron.

## Señalización
El 17 de septiembre de 2010 una placa fue colocada por el Colectivo de Ex Presos Políticos y Sobrevivientes de Rosario y la municipalidad de dicha ciudad en San Lorenzo y Vera Mujica, metros de la Facultad de Medicina, donde se recuerda a las víctimas del pasaje Marchena y a los otros dos militantes asesinados.